# فوجی‌ئدا، شیزوئوکا
فوجی‌ئدا در استان شیزوئوکا در کشور ژاپن واقع شده‌است که دارای جمعیت ۱۲۹٬۶۳۷ نفر و مساحت ۱۴۰٫۷۴ کیلومتر مربع با تراکم جمعیت ۹۲۱ نفر در کیلومترمربع است و در تاریخ ۳۱ مارس ۱۹۵۴ به عنوان شهر شناخته شد.